# Stančići (Čačak)
Pour les articles homonymes, voir Stančići.
Stančići (en serbe cyrillique : Станчићи) est un village de Serbie situé sur le territoire de la Ville de Čačak, district de Moravica. Au recensement de 2011, il comptait 332 habitants.

## Démographie

### Évolution historique de la population
| 1948 | 1953 | 1961 | 1971 | 1981 | 1991 | 2002 | 2011 |
| ---- | ---- | ---- | ---- | ---- | ---- | ---- | ---- |
| 293  | 311  | 323  | 300  | 297  | 324  | 348  | 332  |

|  |